# Naked Acts
Pour plus de détails, voir Fiche technique et Distribution.
Naked Acts est un film américain réalisé par Bridgett Davis et sorti en 1996.

## Fiche technique
- Titre : Naked Acts
- Réalisation : Bridgett Davis
- Scénario : Bridgett Davis
- Photographie : Herman Lew
- Montage : Brunilda Torres
- Son : Pam DeMetruis
- Production : Bridgett Davis et Henri E. Norris
- Pays de production :  États-Unis
- Langue : anglais
- Durée : 87 minutes
- Dates de sortie :
  - États-Unis : 5 mai 1996[1].
  - France : juin 2024 (FIDMarseille)[2].

## Autour du film
Naked Acts « a été restauré par l'irremplaçable Milestone aux États-Unis » (Alice Leroy, Cahiers du cinéma de septembre 2024).